# Hemibrycon quindos
Hemibrycon quindos är en fiskart som beskrevs av Román-valencia och Arcila-mesa 2010. Hemibrycon quindos ingår i släktet Hemibrycon och familjen Characidae. Inga underarter finns listade i Catalogue of Life.